# Times Square

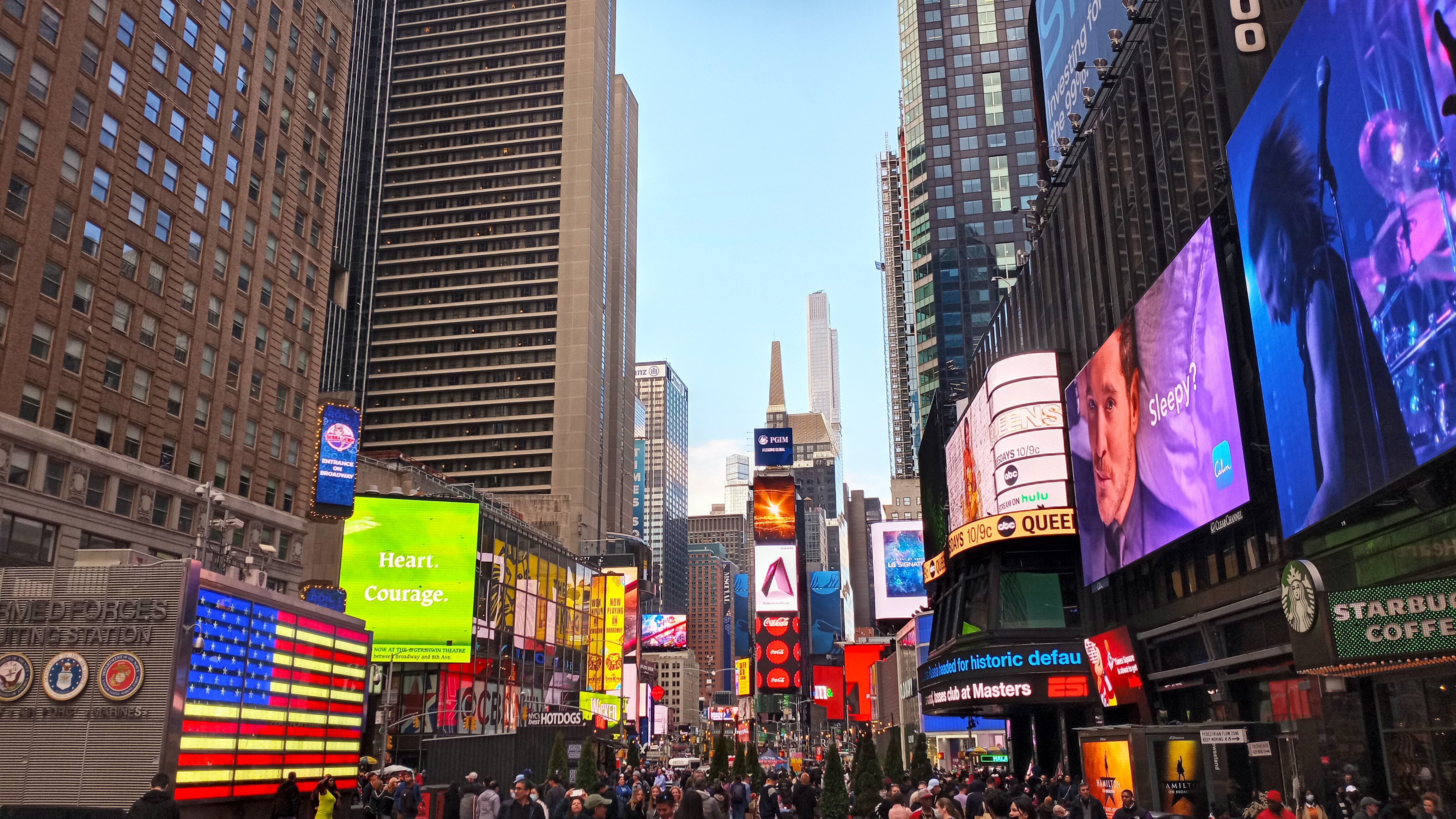
Times Square en abril de 2022.

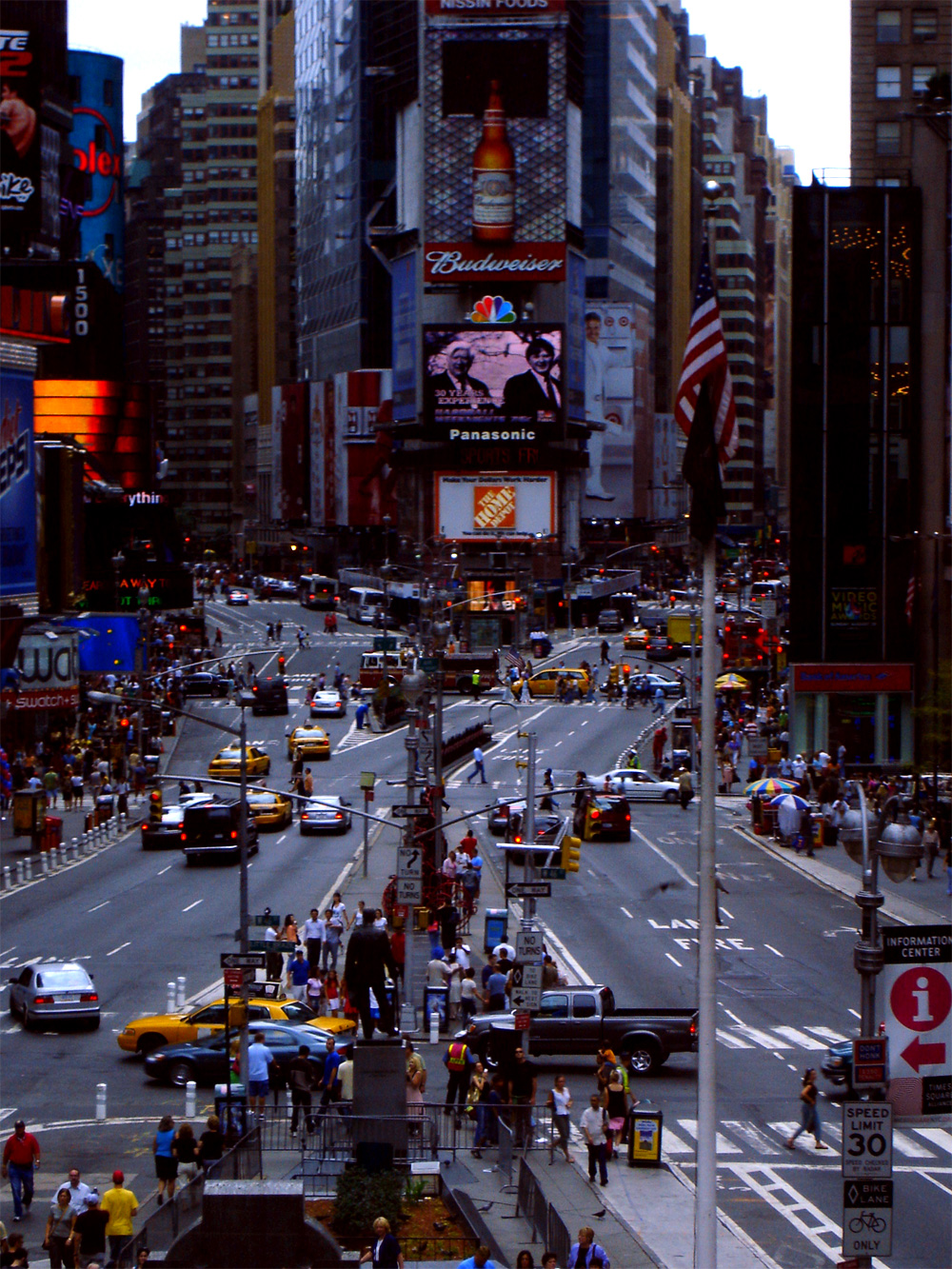
La Séptima Avenida y la avenida Broadway.

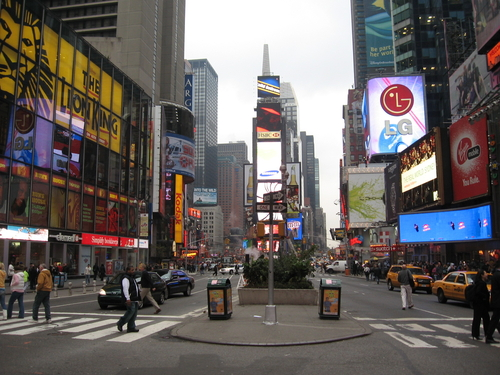
Vista diurna del Times Square.

El Times Square es una intersección de avenidas en Manhattan (Nueva York, Estados Unidos). Antes llamada Plaza Longacre, está situada en la esquina de la avenida Broadway y la Séptima Avenida. Recibió su nombre actual por las oficinas de The New York Times, que se encontraban en el edificio One Times Square. También es conocido por ser el sector más céntrico de la ciudad de  Nueva York.
La zona del Times Square está integrada por las manzanas situadas entre las Sexta Avenida y Octava Avenida que constituyen la parte occidental de la zona comercial del Midtown de Manhattan.
Al igual que la Plaza Roja en Moscú, Piccadilly Circus en Londres, la Plaza de Tian'anmen en Pekín, Yonge-Dundas Square en Toronto y Shibuya en Tokio, Times Square se ha convertido en un ícono mundial y símbolo de la ciudad de Nueva York que se caracteriza por su animación y por la publicidad luminosa.

## Historia
La zona pertenecía a John Scott, un general de la milicia de Nueva York que sirvió bajo el mando de George Washington. Su casa señorial estaba situada en lo que hoy es la calle 43, rodeada de campos utilizados para el cultivo y la cría de caballos. En la primera mitad del siglo XIX se convirtió en una de las posesiones favoritas de John Jacob Astor.

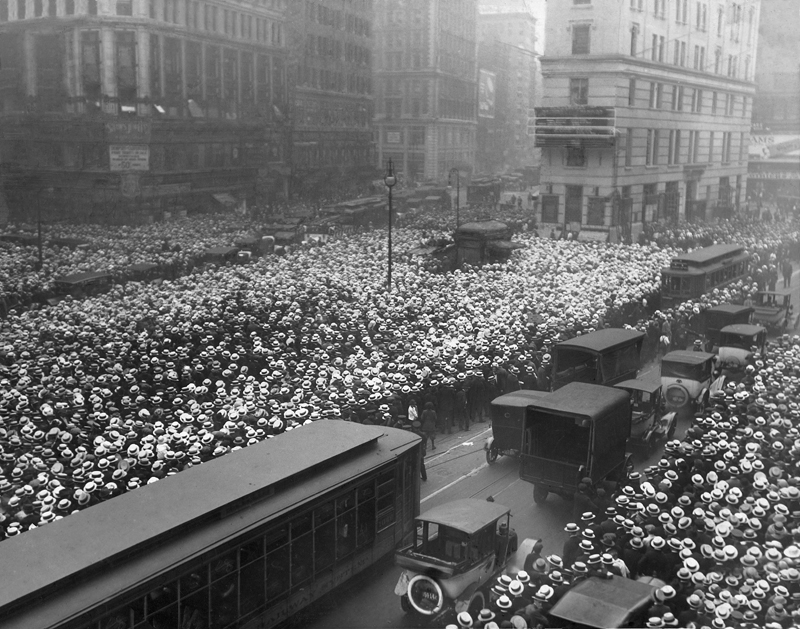
Una multitud en las afueras de The New York Times para seguir el progreso de la pelea Jack Dempsey-Georges Carpentier en 1921.

En 1904, The New York Times trasladó las oficinas del periódico a un nuevo rascacielos en la calle 42 en Longacre Square. En 1913 se mudó de nuevo a nuevas oficinas más espaciosas situadas en Broadway. El antiguo edificio del periódico The New York Times recibió el nombre de Edificio Allied Chemical.
A medida que la ciudad de Nueva York crecía, Times Square se transformó en un centro multicultural lleno de teatros, auditorios, hoteles y restaurantes de lujo. Celebridades como Irving Berlin, Fred Astaire, y Charlie Chaplin han estado relacionados con Times Square entre 1910 y 1920. Durante este período, el área fue apodada El Tenderloin porque era supuestamente la más conocida ubicación en Manhattan. Sin embargo, durante este período la zona también estaba invadida por la delincuencia, la corrupción, los juegos de azar y la prostitución; uno de los sucesos que tuvo más repercusión en aquellos años fue la detención y posterior ejecución del agente de policía Charles Becker.
El alcalde Rudolph Giuliani (1994 a 2002) llevó a cabo un gran esfuerzo por "limpiar" la zona, aumentando la seguridad, eliminando los cines pornográficos y los traficantes de drogas. Como consecuencia aumentó el número de lugares de interés turístico y establecimientos de lujo. Los defensores de la remodelación afirmaron que el barrio se había hecho más seguro y limpio. Los detractores por el contrario, sostenían que se había diluido el carácter de Times Square.
En 1990, el Estado de Nueva York tomó posesión de seis de las nueve históricas salas de cine de la calle 42.
En noviembre de 2006, se modificó el patrón de tráfico a través de Times Square, en lo que fue apodado por el Departamento de Transporte de la Ciudad de Nueva York como el "Times Square Shuffle". Los conductores se veían obligados desde entonces a realizar varios giros para alcanzar la plaza.

### Times Square en la actualidad
Los teatros de Broadway y la enorme cantidad de letreros luminosos de neón, la han convertido en un icono de Nueva York, y un símbolo del urbanismo de Manhattan.
En 1992, el Times Square Alliance en colaboración con el gobierno de la ciudad, iniciaron actuaciones para mejorar el sector que actualmente está lleno de lugares de interés, como por ejemplo los estudios de ABC, donde Good Morning America es emitido en directo, el M&M World, las tiendas de Hershey, así como restaurantes como Ruby Foo's (comida china), Bubba Gump Shrimp Company (mariscos), Planet Hollywood (restaurante temático) y Carmine's (italiano) junto con varias salas de cine. 
También ha atraído a un gran número de financieros. Un ejemplo notable es el edificio de NASDAQ que se ubica en Times Square en la calle 43. Fue inaugurado en enero de 2000 y costó 37 millones de dólares.
El 1 de enero de 2002, el entonces alcalde de la ciudad de Nueva York Rudolph Giuliani, tomó juramento en Times Square al nuevo alcalde, Michael Bloomberg, como parte de la celebración de la fiesta de Año Nuevo a la que asistieron 500 000 personas. 
Aunque la vigilancia en la zona es constante desde los atentados del 11 de septiembre de 2001, en la mañana del 6 de marzo de 2008, una pequeña bomba estalló cerca de la oficina de reclutamiento militar, sin causar heridos, provocando únicamente daños menores.
El 26 de febrero de 2009, el alcalde de Nueva York, Michael Bloomberg anunció que el tráfico sería cortado a lo largo de la Avenida Broadway desde la calle 42 a la calle 47 a partir del 25 de mayo de 2009. Se trataba de un experimento de la alcaldía para descongestionar la zona y darle un toque más humano a la plaza. El 11 de febrero de 2010, el alcalde Bloomberg anunció que el estado peatonal de la plaza pasaba a ser permanente. Actualmente Times Square es una plaza peatonal, donde los viandantes pueden sentarse en los bancos situados en la calzada.
El jueves 18 de mayo de 2017, alrededor de las 12:00 horas (hora local en Manhattan) se produjo un atropello en Times Square, cuando Richard Rojas, de 26 años, residente en el barrio del Bronx y veterano de la Armada de los Estados Unidos, bajo el efecto del alcohol o de drogas, perdió el control del vehículo, según datos preliminares de la policía. El vehículo, un Honda Accord, subió a la acera, y empezó a atropellar a la gente que estaba pasando por allí. El vehículo descontrolado continuó 3 calles y media por la acera, hasta empotrarse en una barrera en la Séptima Avenida con la calle 45, tras entrar en sentido contrario 3 calles más abajo. Después intentó escapar a pie, pero fue detenido con la ayuda de los transeúntes. Varias cámaras de seguridad grabaron el atropello. Al final, el resultado fue una fallecida, Alyssa Elsman, una joven turista de 18 años procedente de la ciudad de Portage, en el Estado de Míchigan. Elsman estaba de vacaciones en Nueva York junto con su madre y una hermana menor, de 13 años, quien también resultó herida en el atropello, según reportan varios medios locales. La joven fallecida estaba estudiando en la Universidad y a la vez trabajaba como camarera en un restaurante de comida rápida. Y 22 heridos, tres en estado crítico. Richard dijo que el atropello era un "grito de auxilio", según publicó el lunes el diario New York Post. «Quería solucionar mi vida, quería encontrar un trabajo, quería una novia», dijo Richard en declaraciones a ese periódico desde la cárcel de Rikers Island, donde se encuentra detenido sin fianza a la espera de juicio.

## Galería

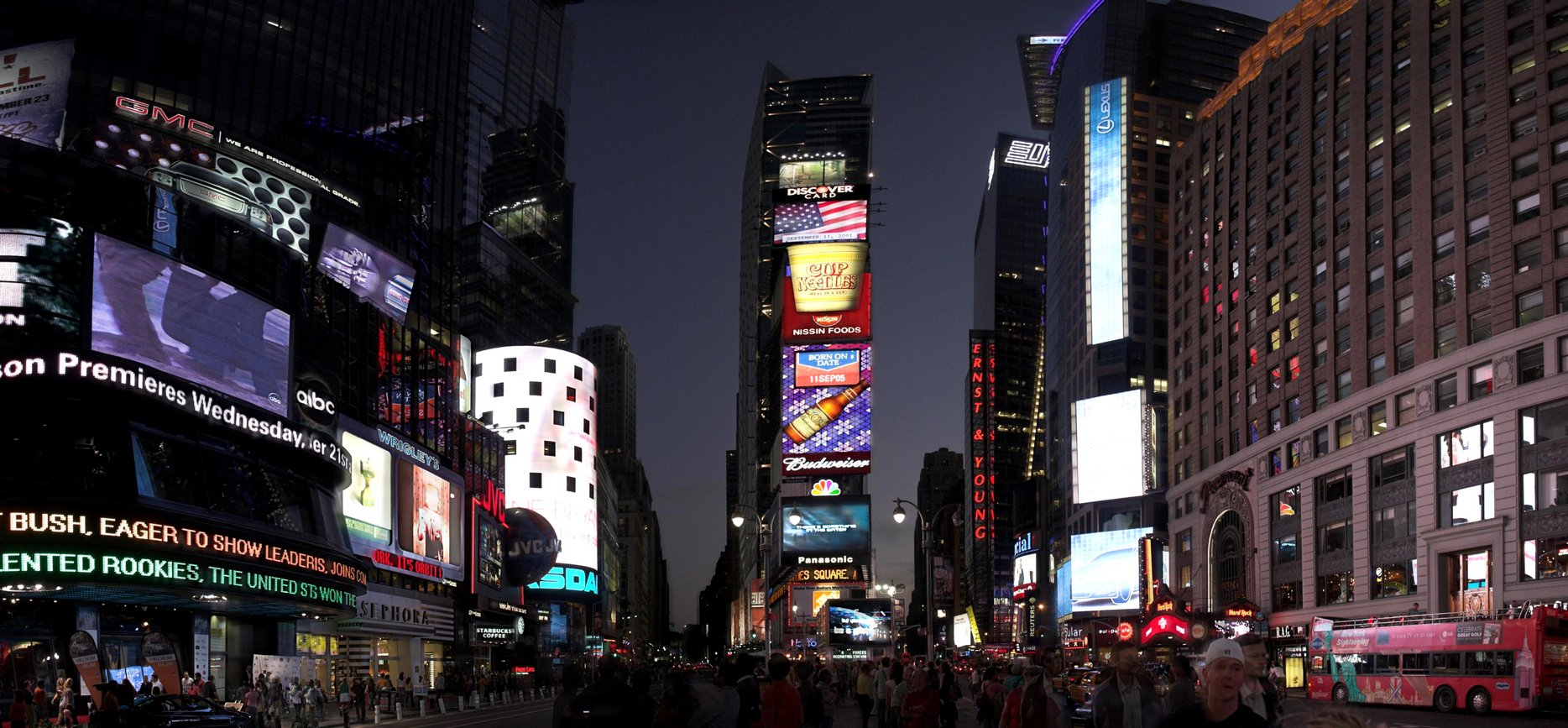
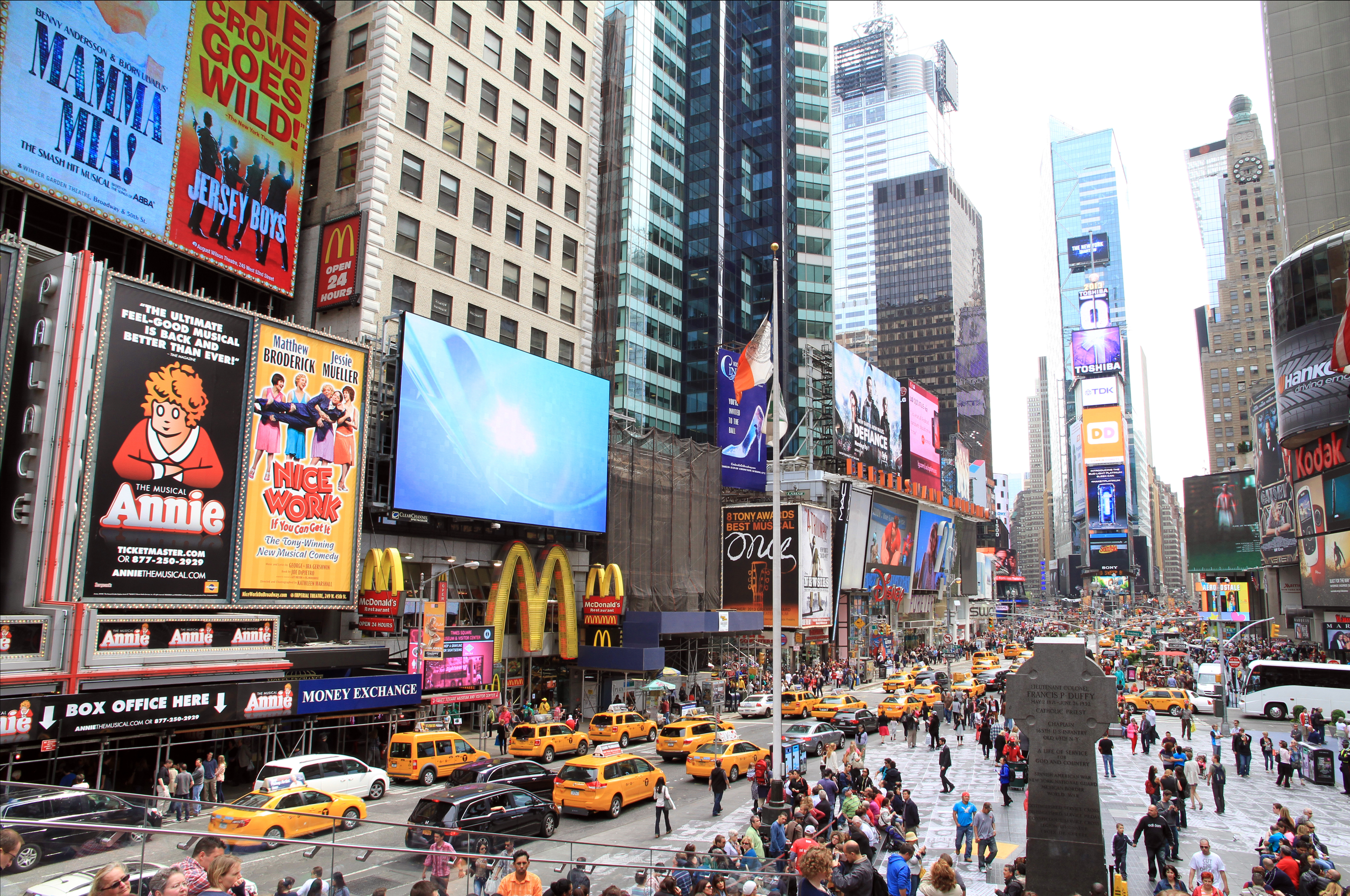
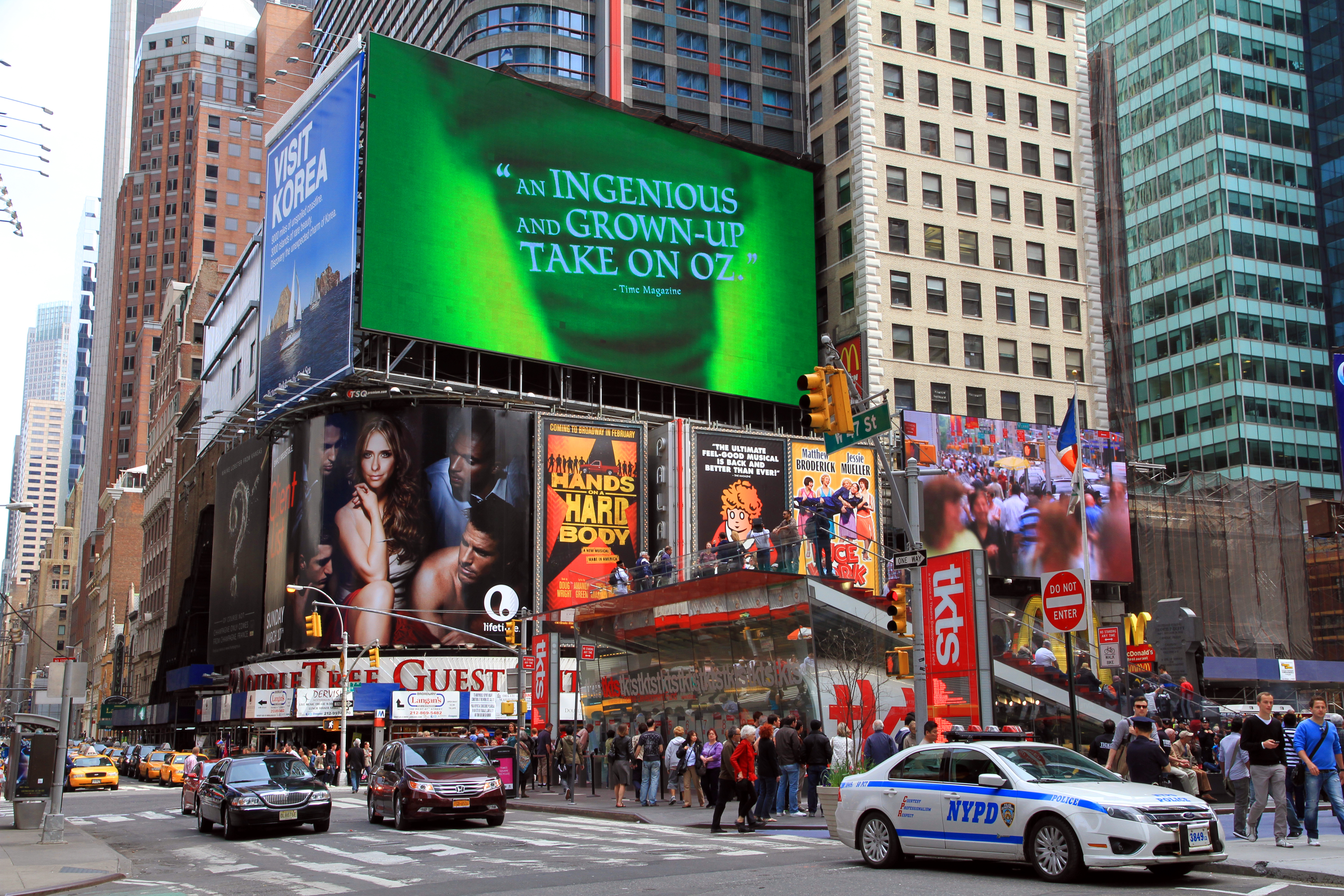

## Broma viral sobre Times Square (2025)
El 1 de abril de 2025, el medio turístico "Insight The City", con sede en Nueva York, publicó una noticia afirmando que «las pantallas LED de Times Square serían apagadas durante seis meses como parte de una iniciativa medioambiental». La publicación, creada por el periodista y creador de contenido Rafa Monroy, fue difundida como una broma por el April Fools' Day (Día de los Inocentes en Estados Unidos).
La sátira fue replicada por diversos medios de comunicación y usuarios en redes sociales, generando más de 150,000 visualizaciones y 8,600 interacciones solo en Instagram. La noticia fue desmentida al día siguiente por el propio autor, y comentada por medios internacionales.